# Maneton
Maneton ili Maneto je bio egipatski svećenik i povjesničar iz Sebenita u delti Nila, koji je živio u doba Ptolemejevića, u 3. stoljeću pr. Kr.

## Životopis
Maneton je pisac djela "Aegyptiaca" (starogrčki za "Egipat"). Premda je bio Egipćanin, djelo je napisao na grčkom jeziku. U djelu, koje prema procjenama datira oko 271. pr. Kr., opisuje život, rad i kulturu Egipćana. Za egiptologe je najznačajnija tzv. "lista kraljeva", koja nabraja faraone prema dinastijama. Kako je djelo pisano pod pokroviteljstvom Ptolemeja I., smatra se da je Maneton iz obzira prema vladarevim političkim razlozima favorizirao neke faraone u odnosu na druge, te se spominje kao jedan od prvih primjera autocenzure u povijesti.
Tekst originalne "Aegyptiace" je izgubljen, a današnji tekst je proizašao iz kasnijih sažetaka rimskih i kršćanskih povjesničara. Danas su najznačajnije četiri različite inačice djela, koje se međusobno dosta razlikuju, što egiptolozima stvara velike nedoumice oko točnosti, posebice datuma:
- najstariju inačicu napisao je Josip Flavije u 1. stoljeću,
- drugu je inačicom napisao rimski povjesničar Siksto Julije Afrički u 3. stoljeću,
- Euzebije Cezarejski se služio Sikstovim djelom, kao i originalnim Manetonovim rukopisom u svom Ljetopisu (Hronikonu),
- bizantinski povjesničar Georgije Sinkel u svom djelu "Kronika" s kraja 8. stoljeća sažima Sikstova i Euzebijeva djela u svom prikazu drevnog Egipta.